# Districte de Keewatin
Keewatin va ser un territori del Canadà i posteriorment un districte administratiu dels Territoris del Nord-oest. Va ser creat el 1876 per la Llei Keewatin, i originalment cobria una àmplia zona a l'oest de la Badia de Hudson. El 1905 passà a formar part dels Territoris del Nord-oest i el 1912 el sector més meridionals fou annexionat a les províncies de Manitoba i Ontario, deixant la resta, conegut com a regió de Keewatin, pràcticament deshabitada. L'1 d'abril de 1999 la Regió de Keewatin es va dissoldre formalment en crear-se el territori de Nunavut a partir de les terres més orientals dels Territoris del Nord-oest, incloent tot Keewatin.
El nom "Keewatin" té arrels algonquines, ja sigui de kīwēhtin (ᑮᐍᐦᑎᐣ) en cree o giiwedin (ᑮᐌᑎᓐ) en idioma ojibwa, que en ambdós casos significa la terra del vent del nord. En inuktitut era anomenat Kivalliq (ᑭᕙᓪᓕᖅ), un nom que encara es conserva en la regió de Kivalliq, a Nunavut.

## Història com a territori, 1876–1905

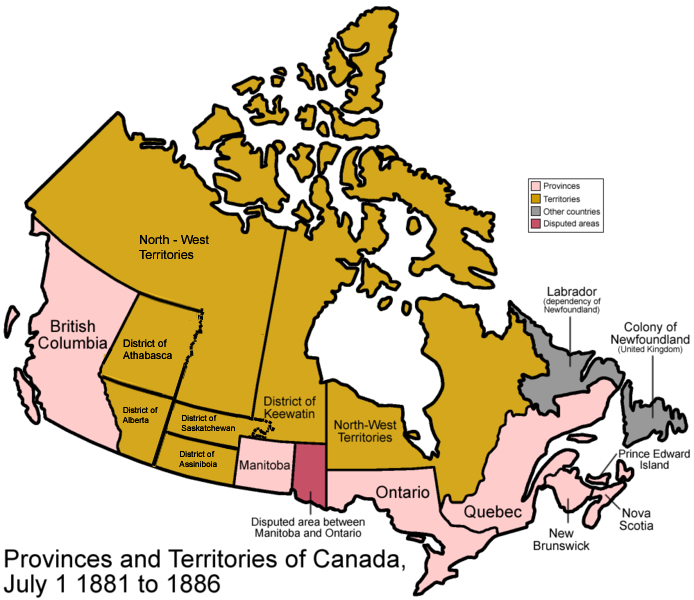
Districtes del Canadà el 1882.

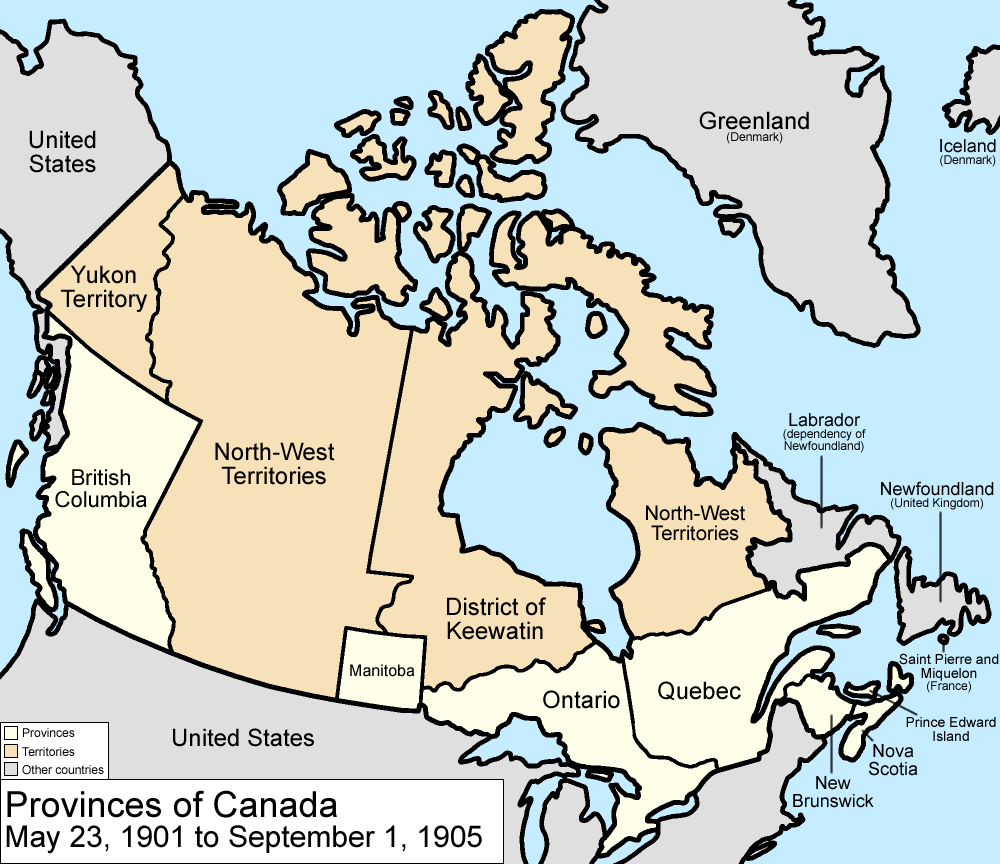
Extensió del Districte de Keewatin abans de la seva reorganització el 1905.

El districte de Keewatin va ser creat per l'aprovació de la Llei Keewatin el 7 d'octubre de 1876 a partir d'una part dels Territoris del Nord-oest del Canadà. El districte va deixar de ser un territori independent el 1905 per tornar a formar part dels Territoris del Nord-oest. En el moment de la seva abolició tenia una superfície de 590.932 km², aproximadament la mida de Saskatchewan. En el moment de la seva creació, el 1876, abastava la major part del que avui és Manitoba i el nord-oest d'Ontario i el sud de Nunavut. El seu territori s'havia reduït amb els anys, en ser afegides diverses zones a Manitoba i Ontario.
El govern federal va crear el Districte de Keewatin amb l'assessorament del tinent governador Alexander Morris. Morris va convèncer el govern que el nou govern territorial dels Territoris del Nord-oest seria incapaç d'administrar amb eficàcia les terres al nord i l'est de Manitoba.
Morris va ser advertit de la necessitat d'un nou territori per James McKay. Morris va aprovar la idea i va començar a consultar amb McKay per determinar un nom aborigen adequat pel territori. McKay va escollir Keewatin, que prové del cree i significa la terra del vent del nord. El govern va decidir utilitzar un nom aborigen perquè volien ser sensible amb als nadius que formaven la major part de la població, alhora que volien respectar la seva identitat cultural.

## Govern del Districte de Keewatin
La branca executiva del districte de Keewatin era dirigida pel Tinent Governador de Manitoba. La seu del govern es trobava a Winnipeg, Manitoba.
La branca legislativa del districte era un òrgan unicameral, conegut com el Consell de Keewatin. Aquest consell estava compost per sis membres, tots ells nomenats pel sotsgovernador. Els partits polítics no hi eren representats.
El Districte de Keewatin no tenia cap representació a la Cambra dels Comuns o al Senat del Canadà.

## Història. 1905–1999
El 1905 el Districte de Keewatin passà a ser un dels quatre districtes dels Territoris del Nord-oest, sent els altres tres els districtes d'Ungava, el Mackenzie, i el Franklin. Keewatin cobria els territoris al nord de Manitoba, en el sector continental, i les illes occidentals dins les badies de Hudson i James. Després de 1920 les illes a l'est de les badies de Hudson i James que havien format part del Districte d'Ungava passaren al districte de Keewatin. Després que els límits d'Ontario i Manitoba fossin ampliats cap al nord el 1912, Keewatin va quedar circumscrit a terres de l'Àrtida. La duresa dels hiverns i la manca de camins interiors feia que la població blanca fos escassa, i fins i tot la població nativa inuits. El 1950 sols hi havia 2.400 habitants en tot el districte.
L'1 d'abril de 1999 el districte de Keewatin va ser dissolt en passar a formar part de Nunavut.